# Elixirul tinereții (film)
Elixirul tinereții este un film românesc din 1975 regizat de Gheorghe Naghi după un scenariu de Alexandru Andrițoiu. Filmul a fost lansat ulterior pe DVD.

## Rezumat
Titus, un bătrân profesor și cunoscut gerontolog, inventează un elixir care îl întinerește. Împărțind din prețioasa băutura și prietenilor săi, aceștia întineresc la rândul lor și încep să facă aceleași greșeli pe care le făcuseră odinioară, iscând numeroase încurcături.

## Distribuție
- Florin Piersic — prof. univ. Titus Rotuna, medic gerontolog
- Anna Széles — Carmen Nicolau, reporteriță TV
- Melania Cârje — Eleonora Todan, balerină
- Stela Popescu — Jeannine, cântăreață, soția lui Dragomir
- Marin Moraru — Toma Bobocel, expert în pictură la Muzeul de Artă
- Aurel Cioranu — Ștefan Negulescu, profesor de gimnastică pensionar, golgeterul Diviziei A în 1931
- Ștefan Tapalagă — Dragomir Pânzaru, profesor universitar, om de știință
- Mișu Fotino — Ionel Romanescu, constructor de viori (menționat Mihai Fotino)
- Aura Andrițoiu — Ruxandra, secretara prof. Rotuna
- Ștefan Mihăilescu-Brăila — poștașul
- Matei Alexandru — maestrul de balet Renzo Toma (menționat Alexandru Matei)
- Nucu Păunescu — vecinul lui Bobocel
- Constantin Vurtejanu — nea Marcel, vecinul lui Bobocel
- Dorina Done — madam Dorina, vecina lui Bobocel
- George Aurelian — preotul bătrân
- Gheorghe Naghi — Ionescu, redactor TV, șeful lui Carmen
- Monica Ghiuță — milițianca
- Alexandru Lungu — maiorul de miliție Benea
- Haralambie Polizu — pacientul francez de la Sanatoriul din Predeal
- Horea Popescu — directorul Operei
- Nicolae Veniaș — profesorul bătrân al promoției 1924
- Alecu Popovici — directorul Muzeului de Artă
- Carol Cron
- Elena State
- Răzvan Ștefănescu
- Mircea Moldovan[1]
- Tora Vasilescu — fata care se sărută în parc (nemenționată)
- Eugen Barbu — spectator la meciul de fotbal (nemenționat)
- Fănuș Neagu — spectator la meciul de fotbal (nemenționat)
- Cristian Șofron — urător de Anul Nou (nemenționat)